# Moldova az 1994. évi téli olimpiai játékokon
Moldova a norvégiai Lillehammerben megrendezett 1994. évi téli olimpiai játékok egyik részt vevő nemzete volt. Az országot az olimpián 1 sportágban 2 sportoló képviselte, akik érmet nem szereztek. Moldova önállóan először vett részt az olimpiai játékokon.

## Biatlon
Férfi
| Versenyző      | Versenyszám  | Lövőhiba    | Időeredmény | Helyezés |
| -------------- | ------------ | ----------- | ----------- | -------- |
| Vasily Gherghy | 10 km sprint | 3 (2+1)     | 34:48,0     | 68.      |
| Vasily Gherghy | 20 km egyéni | 9 (1+4+1+3) | 1:16:30,4   | 70.      |

Női
| Versenyző      | Versenyszám   | Lövőhiba     | Időeredmény | Helyezés |
| -------------- | ------------- | ------------ | ----------- | -------- |
| Elena Gorohova | 7,5 km sprint | 7 (4+3)      | 35:04,1     | 69.      |
| Elena Gorohova | 15 km egyéni  | 14 (3+3+4+4) | 1:13:33,1   | 68.      |